# Cephalodasys pacificus
Cephalodasys pacificus är en djurart som tillhör fylumet bukhårsdjur, och som beskrevs av Schmidt 1974. Cephalodasys pacificus ingår i släktet Cephalodasys och familjen Lepidodasyidae. Inga underarter finns listade i Catalogue of Life.